# Trocherateina subpohliata
Trocherateina subpohliata är en fjärilsart som beskrevs av W. Warren 1906. Trocherateina subpohliata ingår i släktet Trocherateina och familjen mätare. Inga underarter finns listade i Catalogue of Life.